# Пам'ятки історії Долинського району (Кіровоградська область)
У Долинському районі Кіровоградської області на обліку перебуває 41 пам'ятка історії.
| № пп | Охорон. номер   | Найменування пам'ятки | Місцезнаходження пам'ятки                                                  | Епоха                       | Значення | Рішення                 |
| ---- | --------------- | --- | -------------------------------------------------------------------------- | --------------------------- | -------- | ----------------------- |
| 1    | 254             | Братська могила радянських воїнів. Поховано 52 воїни                                                                                        | м. Долинська, парк Слави                                                   | 1944 р.                     | місцева  | № 404 від 17.09.1969    |
| 2    | 993             | Пам'ятник на честь визволення міста від німецьких загарбників                                                                               | м. Долинська, вул. Шевченка                                                | 1944 р.                     | місцева  | № 301 від 25.06.1982    |
| 3    | 1109            | Пам'ятник радянським танкістам | м. Долинська, дорога Кропивницький — Долинська                             | 1943 р.                     | місцева  | № 281 від 16.05.1985    |
| 4    | 1259            | Пам'ятник радянським льотчикам | м. Долинська, вул. Центральна                                              | 1944 р.                     | місцева  | № 149 від 10.05.1988    |
| 5    | 1260            | Школа, в якій навчався Вишневецький К. П. — Герой Радянського Союзу                                                                         | м. Долинська СШ № 2, вул. Шевченка, 2                                      | 1928—1933 рр.               | місцева  | № 149 від 10.05.1988    |
| 6    | 1110            | Пам'ятник воїнам-водіям і ветеранам праці                                                                                                   | м. Долинська, біля адмін. будинку АТП-13541                                | 1941—1945 рр. 1946—1950 рр. | місцева  | № 281 від 16.05.1985    |
| 7    | 1111            | Приміщення залізничної станції, в якому працював український письменник Тесленко А. Ю. та засновано перший у районі комсомольський осередок | м. Долинська, з/с                                                          | 1901 р. 1918 р.             | місцева  | № 281 від 16.05.1985    |
| 8    | 225             | Приміщення колишнього залізничного училища, де працював Макаренко А. С. — радянський педагог, письменник                                    | м. Долинська СШ № 2, старий корпус                                         | 1911—1914 рр.               | місцева  | № 404 від 17.09.1969    |
| 9    | 1112            | Пам'ятник першим трактористам Долинської МТС                                                                                                | м. Долинська, рем.-трансп. підпр.                                          | 1929 р.                     | місцева  | № 281 від 16.05.1985    |
| 10   | 1261            | Пам'ятник трудової Слави — паровоз «ЗУ-681-59»                                                                                              | м. Долинська, з/с                                                          |                             | місцева  | № 149 від 10.05.1988    |
| 11   | 268 268\1 268\2 | Братська могила радянських воїнів і пам'ятний знак воїнам-землякам. Поховано 182 воїни.                                                     | с. Бокове, Боківська с/р, біля с/р                                         | 1944 р.                     | місцева  | № 404 від 17.09.1969    |
| 12   | 256             | Братська могила радянських воїнів. Поховано 37 воїнів                                                                                       | с. Братолюбівка, Братолюбівська с/р, біля Будинку культури                 | 1944 р.                     | місцева  | № 404 від 17.09.1969    |
| 13   | 257             | Братська могила радянських воїнів. Поховано 187 воїнів                                                                                      | с. Березівка, Березівська с/р, біля Будинку культури                       | 1944 р.                     | місцева  | № 404 від 17.09.1969    |
| 14   | 258             | Братська могила радянських воїнів. Поховано 324 воїни.                                                                                      | с. Варварівка, Варварівська с/р, біля школи                                | 1944 р.                     | місцева  | № 404 від 17.09.1969    |
| 15   | 259             | Братська могила радянських воїнів. Поховано 370 воїнів.                                                                                     | с. Варварівка, Варварівська с/р, центр                                     | 1944 р.                     | місцева  | № 404 від 17.09.1969    |
| 16   | 260             | Братська могила радянських воїнів. Поховано 102 воїни.                                                                                      | с. Варварівка, Варварівська с/р, хутір Котово                              | 1944 р.                     | місцева  | № 404 від 17.09.1969    |
| 17   | 261             | Пам'ятник воїнам-землякам | с. Варварівка, Варварівська с/р, біля адмін. будинку                       | 1941—1945 рр.               | місцева  | № 404 від 17.09.1969    |
| 18   | 1262            | Пам'ятник бойової слави «Гармата-76» | с. Варварівка, Варварівська с/р, біля адмін. будинку                       | 1944 р.                     | місцева  | № 149 від 10.05.1988    |
| 19   | 262 262\1 262\2 | Братська могила радянських воїнів і пам'ятний знак воїнам-землякам. Поховано 25 воїнів                                                      | с. Василівка, Василівська с/р, біля сільського Будинку культури            | 1944 р.                     | місцева  | № 404 від 17.09.1969    |
| 20   | 263 263\1 263\2 | Братська могила радянських воїнів і пам'ятний знак воїнам-землякам. Поховано 32 воїни                                                       | с. Гурівка, Гурівська с/р, сквер                                           | 1944 р.                     | місцева  | № 404 від 17.09.1969    |
| 21   | 264             | Братська могила радянських воїнів. Поховано 12 воїнів                                                                                       | с. Згода, Богданівська с/р, біля клубу                                     | 1944 р.                     | місцева  | № 404 від 17.09.1969    |
| 22   | 265             | Братська могила радянських воїнів. Поховано 12 воїнів                                                                                       | с. Іванівна, Іванівська с/р, центр                                         | 1944 р.                     | місцева  | № 404 від 17.09.1969    |
| 23   | 266             | Пам'ятник воїнам-землякам | с. Іванівна, Іванівська с/р, біля школи                                    | 1941—1945 рр.               | місцева  | № 404 від 17.09.1969    |
| 24   | 267             | Братська могила радянських воїнів. Поховано 7 воїнів                                                                                        | с. Катеринівка, Богданівська с/р, біля адмін. будинку                      | 1944 р.                     | місцева  | № 404 від 17.09.1969    |
| 25   | 269             | Братська могила радянських воїнів. Поховано 6 воїнів.                                                                                       | с. Лаврівка, Лаврівська с/р, біля клубу                                    | 1944 р.                     | місцева  | № 404 від 17.09.1969    |
| 26   | 1113            | Будинок, в якому народився Іван Маркович Шевченко — Герой Радянського Союзу                                                                 | Долинський район, Лаврівська сільська рада, с. Лаврівка, центр             | 1924 — 1940 рр.             | місцева  | № 281 від 16.05.1985 р. |
| 27   | 1263            | Пам'ятник на честь підпільно-диверсійної групи                                                                                              | смт Молодіжне, біля Будинку культури                                       | 1942—1945 рр.               | місцева  | № 149 від 10.05.1988    |
| 28   | 996             | Пам'ятник воїнам-землякам | с. Новоолександрівка, Новоолександрівська с/р, біля клубу                  | 1941—1945 рр.               | місцева  | № 301 від 25.06.1982    |
| 29   | 270             | Братська могила радянських воїнів. Поховано 75 воїнів                                                                                       | с. Новогригорівка І, Новогригорівська І с/р, біля школи                    | 1944 р.                     | місцева  | № 404 від 17.09.1969    |
| 30   | 271             | Пам'ятник воїнам-землякам | с. Новогригорівка І, Новогригорівська І с/р, біля Будинку культури         | 1941—1945 рр.               | місцева  | № 404 від 17.09.1969    |
| 31   | 272             | Братська могила радянських воїнів. Поховано 15 воїнів                                                                                       | с. Новогригорівка ІІ, Новогригорівська ІІ с/р, біля Будинку культури       | 1944 р.                     | місцева  | № 404 від 17.09.1969    |
| 32   | 273             | Братська могила радянських воїнів. Поховано 51 воїна                                                                                        | с. Новомосковське, Варварівська с/р, центр                                 | 1944 р.                     | місцева  | № 404 від 17.09.1969    |
| 33   | 274             | Братська могила радянських воїнів. Поховано 13 воїнів                                                                                       | с. Новосавицьке, Суходільська с/р, біля адмін. будинку                     | 1944 р.                     | місцева  | № 404 від 17.09.1969    |
| 34   | 275             | Братська могила радянських воїнів. Поховано 439 воїнів                                                                                      | с. Новошевченкове, Олександрівська с/р, центр                              | 1944 р.                     | місцева  | № 404 від 17.09.1969    |
| 35   | 276             | Пам'ятник воїнам-землякам | с. Новошевченкове, Олександрівська с/р, біля клубу                         | 1941—1945 рр.               | місцева  | № 404 від 17.09.1969    |
| 36   | 277             | Братська могила радянських воїнів. Поховано 8 воїнів                                                                                        | с. Олександрівка, Олександрівська с/р, біля клубу                          | 1944 р.                     | місцева  | № 404 від 17.09.1969    |
| 37   | 278             | Братська могила радянських воїнів. Поховано 369 воїнів                                                                                      | с. Суходільське, Суходільська с/р, біля Будинку культури                   | 1944 р.                     | місцева  | № 404 від 17.09.1969    |
| 38   | 279             | Пам'ятник воїнам-визволителям | с. Суходільське, Суходільська с/р, біля дороги Долинська — Кіровоград      | 1944 р.                     | місцева  | № 404 від 17.09.1969    |
| 39   | 280             | Братська могила радянських воїнів. Поховано 6 воїнів                                                                                        | с. Федоро-Шулічине, Новоолександрівська с/р, біля Будинку культури         | 1944 р.                     | місцева  | № 404 від 17.09.1969    |
| 40   | 281             | Братська могила радянських воїнів. Поховано 17 воїнів                                                                                       | с. Червоне Озеро, Маловодянська с/р, біля школи                            | 1944 р.                     | місцева  | № 404 від 17.09.1969    |
| 41   | 1114            | Пам'ятник на честь визволення села | с. Широка Балка, Новогригорівська І с/р, біля дороги Долинська — Молодіжне | 1943 р.                     | місцева  | № 281 від 16.05.1985    |
|      |                 | |                                                                            |                             |          |                         |